# Postřekov
Postřekov (v chodském nářečí Potřekovo, německy Possigkau) je obec v okrese Domažlice v Plzeňském kraji. Žije v ní přibližně 1 100 obyvatel. Historicky se jedná o největší z jedenácti chodských vesnic (nepočítáme-li sousední Klenčí, které bývalo řazeno mezi městečka.)

## Historie
První písemná zmínka o obci pochází z roku 1325.[zdroj?] V roce 1930 zde žilo 1756 obyvatel. V letech 1938 až 1945 byl Postřekov (v důsledku uzavření Mnichovské dohody) přičleněn k nacistickému Německu.

## Obyvatelstvo
| Rok            | 1869  | 1880  | 1890  | 1900  | 1910  | 1921  | 1930  | 1950  | 1961  | 1970  | 1980  | 1991  | 2001  | 2011  | 2021  |
| -------------- | ----- | ----- | ----- | ----- | ----- | ----- | ----- | ----- | ----- | ----- | ----- | ----- | ----- | ----- | ----- |
| Počet obyvatel | 1 473 | 1 498 | 1 547 | 1 672 | 1 848 | 1 706 | 1 554 | 1 003 | 1 138 | 1 202 | 1 230 | 1 176 | 1 131 | 1 131 | 1 063 |
| Počet domů     | 201   | 215   | 229   | 249   | 262   | 268   | 286   | 283   | 260   | 281   | 306   | 372   | 401   | 401   | 424   |

## Obecní správa

### Části obce
- Postřekov
- Mlýnec

V letech 1850–1930 a od 1. července 1980 do 23. listopadu 1990 k obci patřily i Díly.

### Obecní symboly
Znak a vlajka byly obci uděleny rozhodnutím předsedy Poslanecké sněmovny Parlamentu České republiky dne 24. listopadu 2014.
V zeleném štítě s modrou zvlněnou vodou v patě stojí svisle stříbrný nahý meč rukojetí nahoru obrácený a pod ním zkříženy dva zlaté čakany hlavicemi vzhůru.
Na dolním okraji zeleného listu modrý pruh široký jednu čtvrtinu šířky listu se sedmi špičatými vrcholy a šesti oblými prohlubněmi. Přes oba pruhy na středu listu položen svisle bílý nahý meč rukojetí nahoru obrácený a pod ním zkříženy dva žluté čakany hlavicemi vzhůru.
- Meč je atributem svatého Jakuba – patronem kaple v Postřekově.
- Dva čakany – zbraně Chodů – připomínají dvě části obce: Postřekov a Mlýnec.
- Barevná kombinace znaku – zelená a modrá – je v případě modré odkazem na přírodní rezervaci Postřekovské rybníky, zelená pak připomíná chráněnou krajinnou oblast Český les, v jehož bezprostřední blízkosti obec leží.
- Voda v patě štítu či vlnitý okraj pruhu na listu praporu opět symbolizují Postřekovské rybníky.

## Spolky

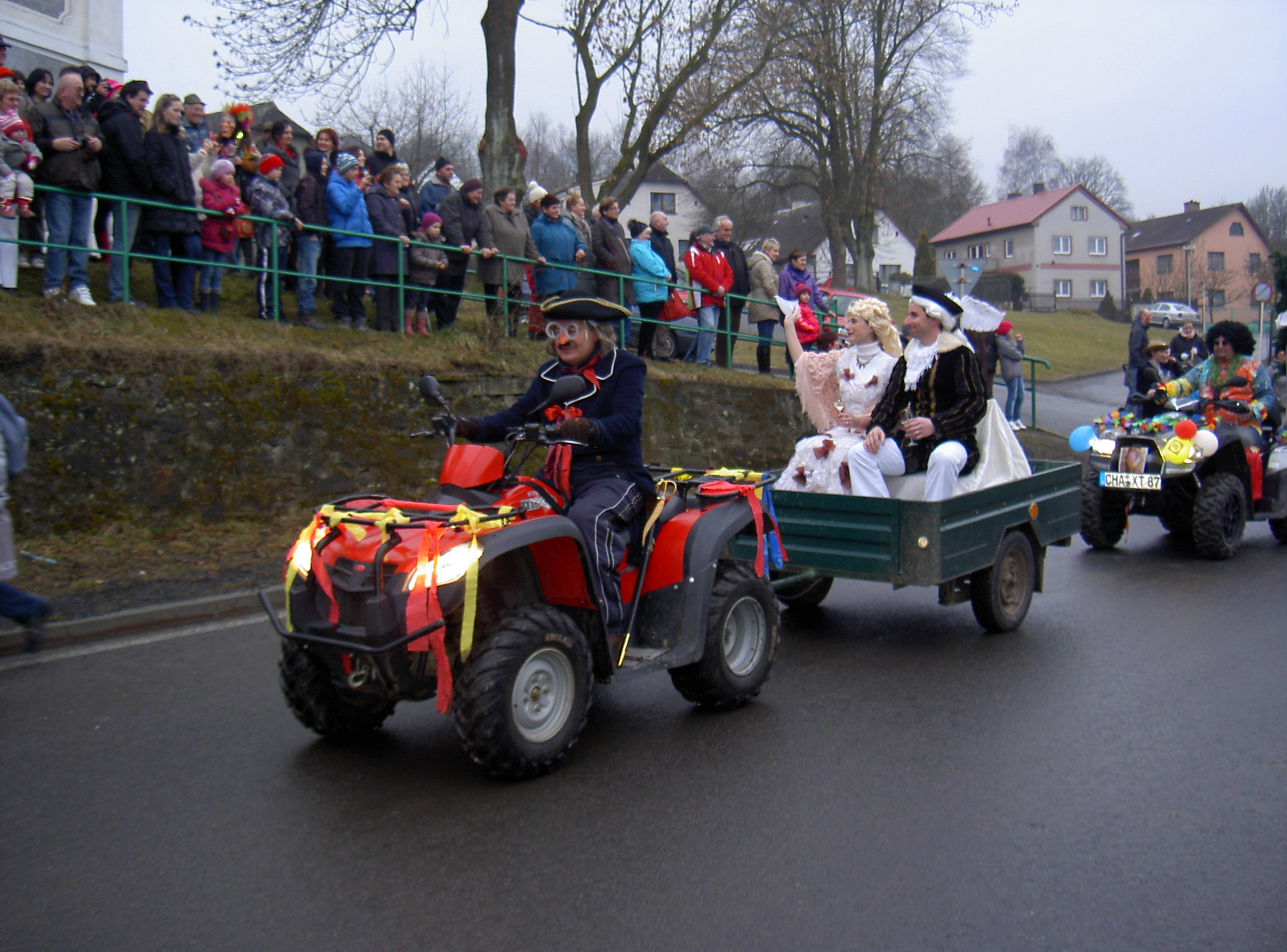
Masopustní průvod v Postřekově

- TJ Sokol Postřekov
- SDH Postřekov
- Národopisný soubor Postřekov
- Kondor bike team
- Myslivecké sdružení Koliha
- ČSCH Postřekov
- ČKS Postřekov
- AVZO Postřekov
- JAWA klub Postřekov
- Klub muzea Sklep

## Pamětihodnosti
- Kaple svatého Jakuba
- Kaplička Nejsvětější Trojice
- Muzeum krojů
- Hasičské muzeum
- Přírodní památka Skalky na Sádku
- Přírodní rezervace Postřekovské rybníky

## Osobnosti
- Josef Buršík (1911–2002), československý generál, politický vězeň, exulant a účastník zahraničního odboje
- Jan Čáp (1906–1944), český pedagog, má zde pamětní desku

## Partnerská města
- Ascha, Německo
- Pakrac, Chorvatsko

## Galerie

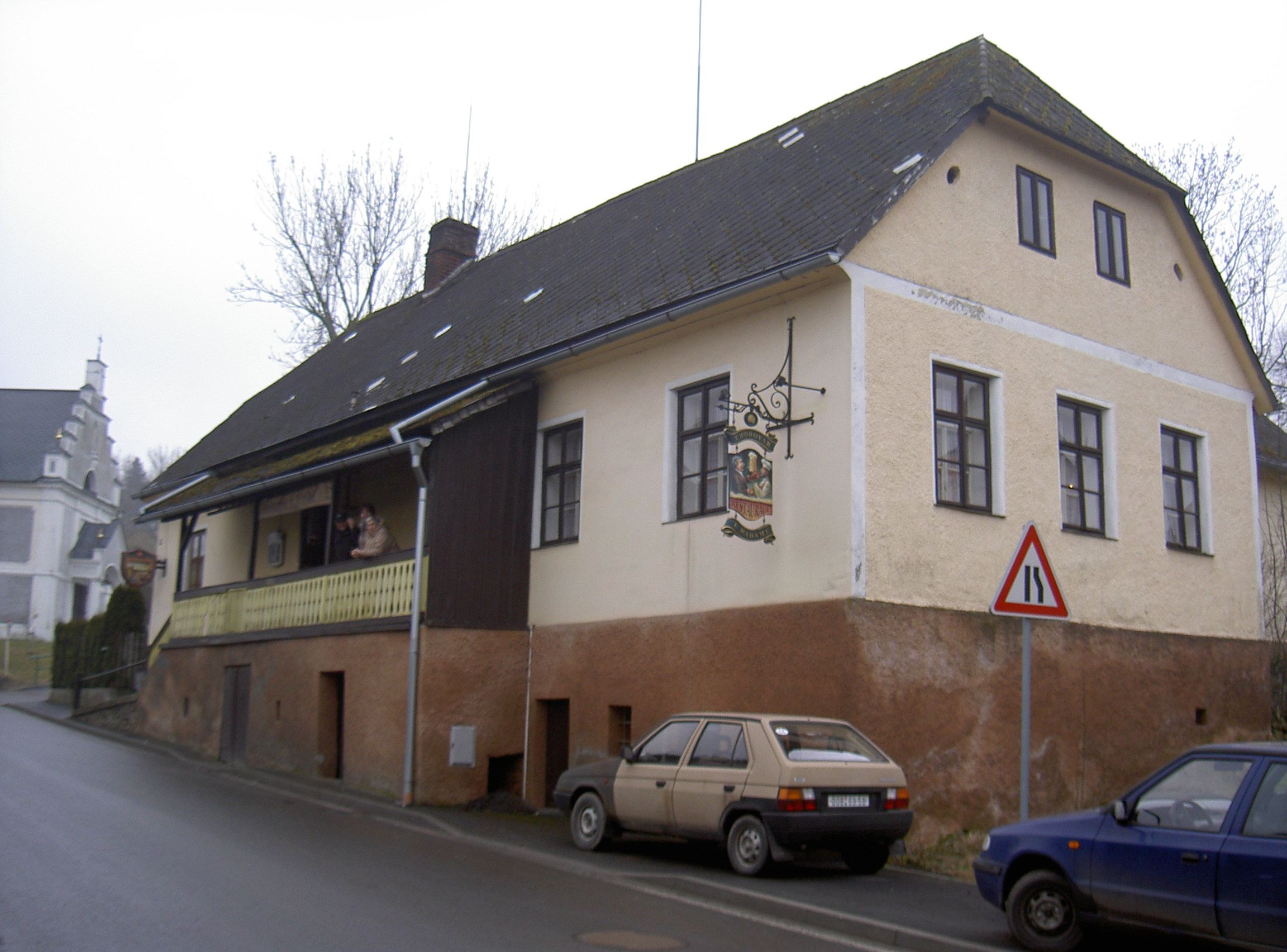
Hostinec U Hadamů
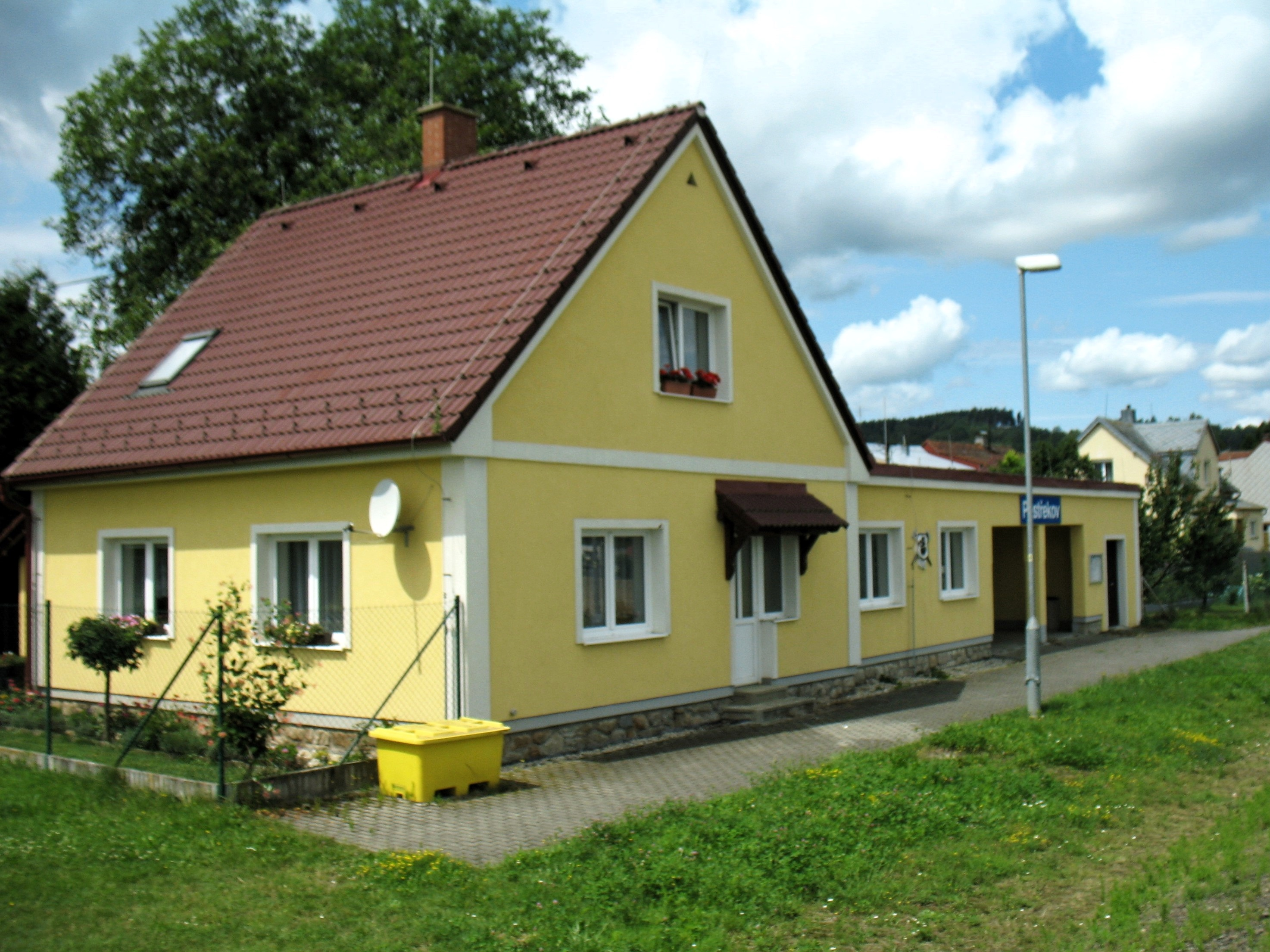
Železniční zastávka Postřekov
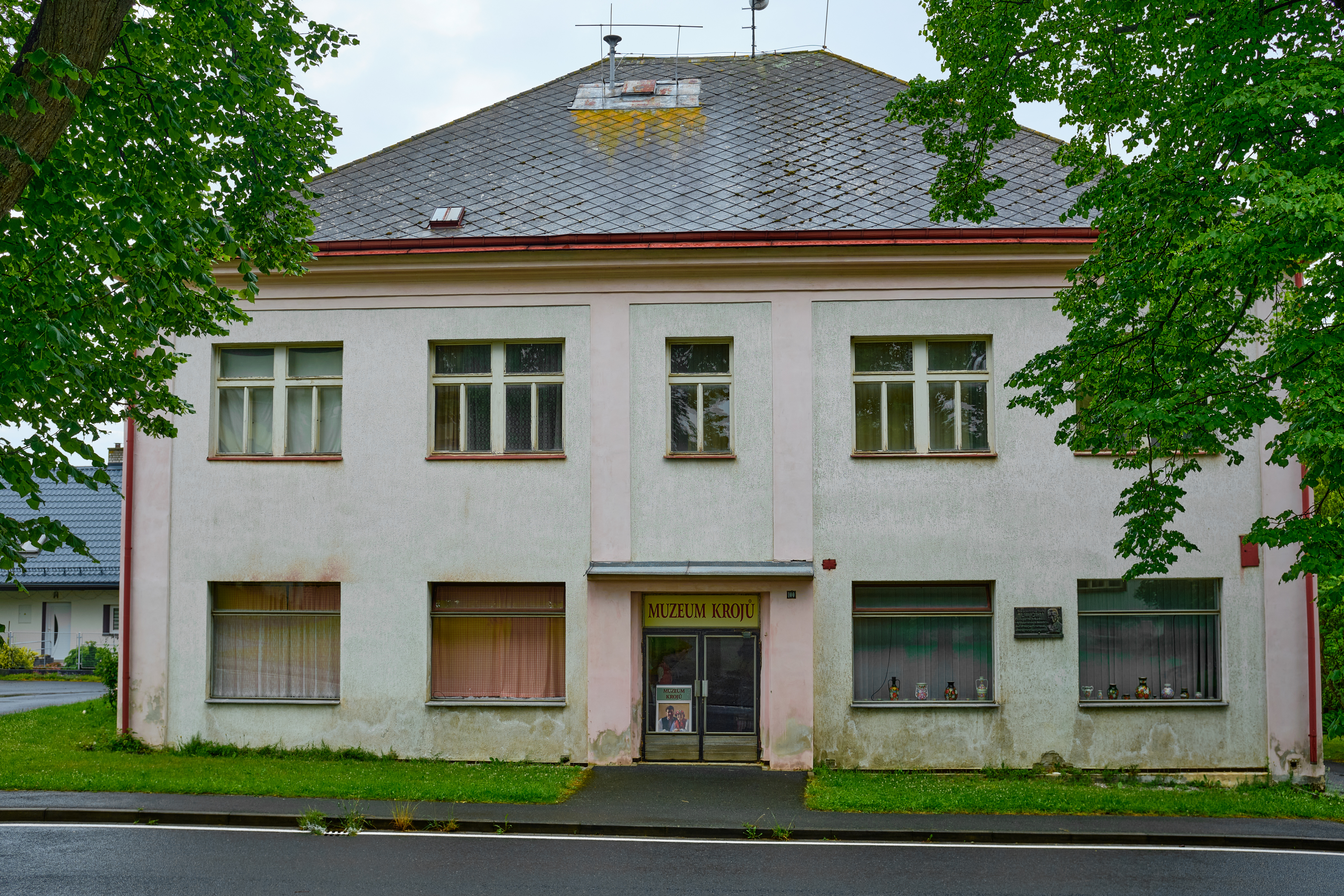
Muzeum chodských krojů
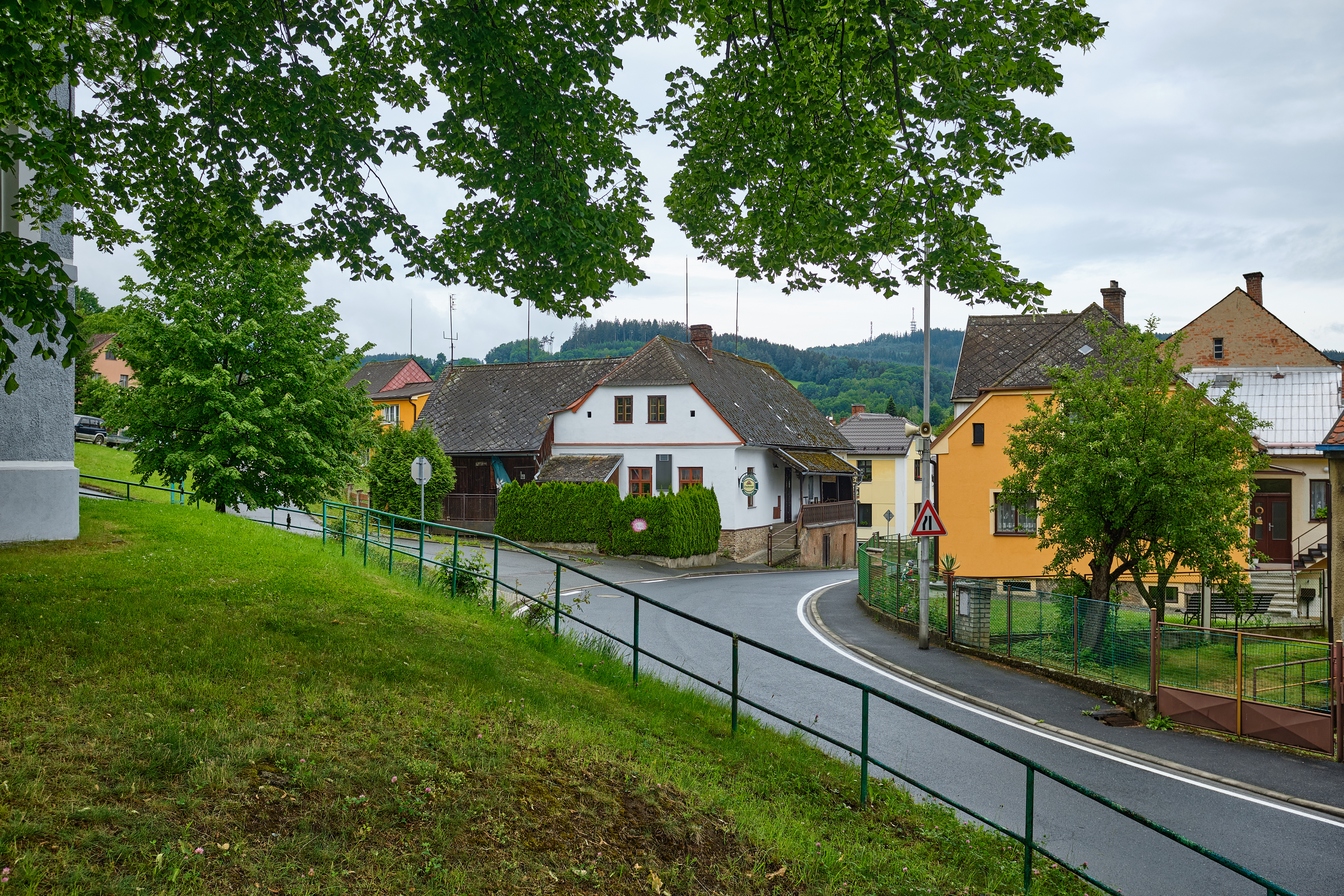
Vesnická zástavba
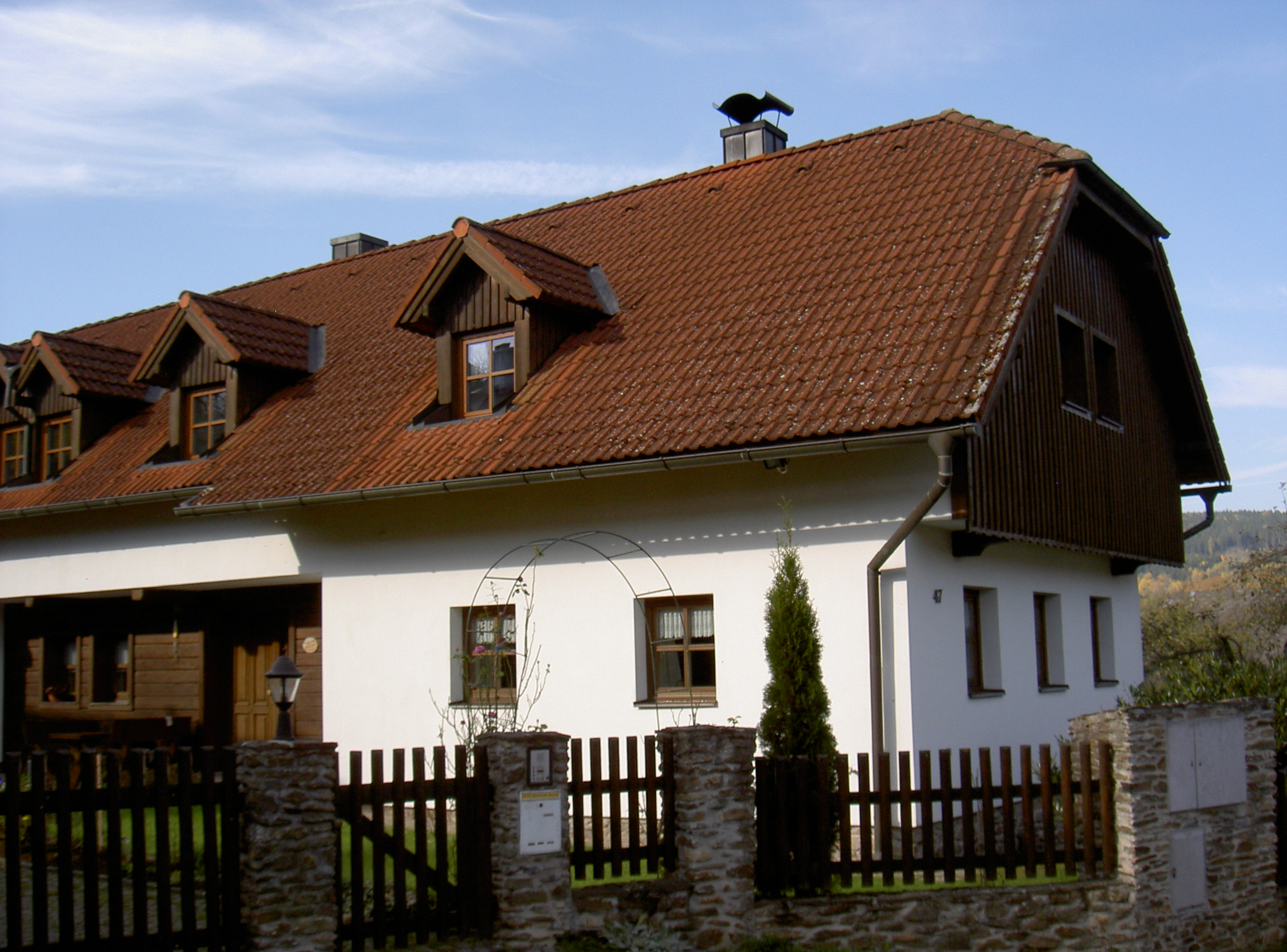
Usedlost čp. 47